# Дэниел Фарадей
Дэниел Фарадей (англ. Daniel Faraday) — один из главных героев американского драматического телесериала канала ABC «Остаться в живых», чью роль исполнил Джереми Дэвис. Фарадей был представлен в премьерной серии четвёртого сезона сериала. Он является членом команды с борта корабля «Kahana». Сценаристы сериала Деймон Линделоф и Карлтон Кьюз назвали Дэниела Фарадея «очевидной отсылкой к Майклу Фарадею, естествоиспытателю и физику». Изначально планировалось, что роль Фарадея будет эпизодической, но его сделали одним из главных героев на протяжении четвёртого и пятого сезона сериала. Его матерью является бывшая «Другая» Элоиза Хоукинг, отцом, которого Фарадей не знал, Чарльз Уидмор. Погиб от рук своей матери в эпизоде пятого сезона «Переменная» и выбыл из основного актёрского состава, однако ещё появлялся в финальном шестом сезоне как приглашённая звезда.

## Биография

### До прибытия на остров
Дэниел — сын Элоизы Хоукинг и Чарльза Уидмора, однако своего отца он не знал. Он был очень способен к точным наукам, но больше любил музыку. Однажды, когда он играл на фортепиано, его мать, Элоиза, сказала, что ему не стоит тратить время на музыку, а вместо этого нужно сосредоточиться на изучении наук. В доказательство своей правоты, она спросила, сколько ударов метронома Дэниел насчитал во время игры. Дэниел ответил — 694 (в оригинальной английской озвучке - 864). Элоиза сказала, что его судьба уникальна, и ему просто необходимо развивать способности к точным наукам. Дэниел попробовал убедить мать разрешить ему заниматься музыкой, говоря, что он найдет время на всё, но Элоиза осталась непреклонной. («The Variable»)
Во времена, когда DHARMA Initiative ещё была на острове, Фарадей состоял в группе, строящей станцию Орхидея, что скорее всего является результатом перемещения во времени.
Дэниел работал физиком в Королевском колледже Оксфорда в параллели 1996 года, когда Десмонд Хьюм страдал ретро-хронологической формой амнезии, связанной со всеми видениями Десмонда и его даром предвидения. В Оксфорде Фарадей изучал квантовую физику. Дэниел помог Десмонду, объяснив ему, что он умрёт, если не найдёт константу — что-то или кто-то близкий, часть жизни Десмонда в прошлом и будущем. Фарадей упомянул, что делал вещи, которые осуждали, подразумевая свои эксперименты с перемещениями во времени. С этого момента Дэниел начал дополнительно изучать всё, что мог, чтобы быть готовым к этому явлению, узнав теперь, что сознательные путешествия во времени всё же возможны; в конце серии было показано, что Дэниел был готов даже к тому, чтобы Десмонд стал его «константой» в случае, если что-то на Острове пойдёт не так, и также он каким-то образом раздобыл и записал в свой блокнот Второй Протокол и знал, что он начнёт действовать во время событий финала сезона.
У себя дома в Эссексе, Массачусетс, Дэниел увидел выпуск новостей, в котором сообщалось об обнаружении обломков самолёта рейса 815, после чего заплакал. Когда женщина, готовившая ему яичницу, спросила, что с ним, он ответил, что не знает.
Некоторое время спустя он вошёл в команду, организованную Мэттью Аббадоном и возглавляемую Наоми Доррит. Цель этой команды была высадиться на остров для поисков Бенджамина Лайнуса.

### После прибытия на остров
Во время полета на Остров у вертолета, в котором летел Дэниел, возникли внезапные неполадки с электрооборудованием и те, кто был внутри, решили прыгать с парашютом. Майлз вытолкнул Дэниела первым. После приземления в джунглях он встретил Джека и Кейт. Он знал Джека по имени, потому что тот представился Минковскому во время разговора по рации. Дэниел сказал, что во время падения потерял свои вещи, в которых был его телефон. Кейт отвечает, что у них есть телефон и дает его Дэниелу. Он звонит Минковскому и докладывает, что средства связи на вертолете вышли из строя, когда начались неполадки. Минковски спрашивает у Дэна, включена ли громкая связь и Дэн, извиняясь, уходит для конфиденциального разговора. Они беседуют с Минковским, а стоящие неподалёку Джек и Кейт замечают у Дэниела пистолет. Дэн возвращается и сообщает, что у его друзей есть GPS-передатчики, сигналы которых можно отследить с помощью телефона.
Когда они идут по джунглям, Кейт находит металлический ящик. Джек его открывает и достает противогаз, а также прочее защитное снаряжение. Дэниел оправдывается, что не он собирал эти вещи. Джек внезапно спрашивает, зачем Дэну пистолет, и тот отвечает, что они прилетели не совсем их спасать. Пока он пытается объяснить, для чего они прибыли на остров, появляется сигнал Майлза. Они приходят на скалистый берег, где видят, что он как будто мертв. Но тот неожиданно наставляет на Джека пистолет. Дэн просит его остановиться, потому что это хорошие люди. Майлз не соглашается и говорит, что Наоми передала скрытый сигнал, на случай, если ей угрожает опасность. Кейт пытается незаметно выхватить оружие у Дэниела, но Майлз не дает ей этого сделать. В конце концов, они договариваются, что пойдут к телу Наоми и Майлз «пообщается» с ней, чтобы выяснить, что они её не убивали.
Спустя некоторое время на телефоне появляется сигнал Шарлотты, но Джек не идет с ними и говорит, чтобы они опустили оружие, потому что его друзья сейчас находятся в зарослях и держат их на прицеле. Они не верят, но Джульет и Саид делают предупредительные выстрелы. Дэн и Майлз отдают пистолеты Джеку и Кейт. Затем все они отправляются на поиски Шарлотты. По пути Саид задает вопросы о том, кто они такие. Дэн называет своё имя и рассказывает, что он физик из Оксфорда. Майлз просит не говорить его фамилию. Саид забирает телефон Майлза и на экране появляется сигнал, что Шарлотта быстро движется по направлению к ним. Но появляется Винсент с GPS-передатчиком, а это значит, что девушка у Локка.
После они видят сигнал, который подал Фрэнк. Его находят без сознания. После того, как Фрэнк очнулся, он говорит, что успешно посадил вертолет за холмом, и они обнаруживают его неподалёку без внешних повреждений. Дэн и Кейт идут за телом Наоми и приносят его к вертолету. («Объявлены погибшими», 2-я серия 4-го сезона)
Дэниел, устав сидеть без дела у вертолета, начинает разбирать снаряжение. Он устанавливает треногу и на неё прибор самонаведения, затем звонит на корабль и просит запустить груз на остров. Дэн заметно расстроен, что он не прилетает, а в момент когда появляется груз в виде ракеты, часы внутри неё показывают не то время, что часы, которые были у Дэниела. Он невнятно произносит «31 минута», вероятно имея в виду разницу во времени. Кажется, он чем-то взволнован, повторяя про себя «Это не очень хорошо». Позже он говорит Лапидусу, что когда он полетит на вертолете с острова, он должен «следовать тем координатам, которые привели нас сюда», в противном случае может произойти непредвиденное. («Экономист», 3-я серия 4-го сезона)
После возвращения на пляж с Джеком, Джульет и Шарлоттой, Дэниел заинтересовывается пищевым складом и рассматривает различные продукты. Затем они с Шарлоттой продолжают игру на тренировку памяти с помощью игральных карт. После того, как Дэн правильно угадывает только две карты из трех, он понимает, что не делает успехов. После этого Джек и Джульет подходят к ним с вопросом, почему никто не отвечает по спутниковому телефону и они выясняют, что Фрэнк, Саид и Десмонд ещё не прибыли на корабль. («Просчёт», 4-я серия 4-го сезона)

### В 1977 году
После последней вспышки, Дэниел вместе с остальными становится одним из работников DHARMA Initiative (см. эпизод ЛаФлёр). Однако он не остаётся на острове, а уплывает на большую землю на подводной лодке, где он 3 года работает в штаб-квартире Дхармы и в эпизоде «Некоторые любят похолоднее» возвращается на остров. На следующий же день (эпизод «Переменная величина») он сообщает, что нужно эвакуировать всех с острова, и взорвать водородную бомбу (из эпизода «Бомба») тем самым остановив выброс энергии на «станции Лебедь». По его мнению, это должно предотвратить всю цепочку событий, а именно крушение рейса 815 и всё, что происходило в сериале после. Он отправился к Другим, чтобы найти там свою мать Элоизу Хоукинг, которая, в свою очередь, должна была привести его к той самой водородной бомбе, но она, не до конца разобравшись, в чём дело, застрелила Дэниела, из чего стало ясно, что она (уже будучи в будущем матерью Дэниела) всегда знала о том, что это произойдёт, и всё равно отправила его на остров.

## Создание персонажа

### Кастинг
Джереми Дэвис был выбран на роль Фарадея, потому что он — один из любимых актёров сценаристов-продюсеров сериала, и они полагали, что его «меняющийся тембр [и] огромный интеллект, который он будто излучает, прекрасно подошли бы для [роли]». Когда Дейвис встретил художника по костюмам Роланда Санчеса, на нём был тонкий чёрный галстук. Санчес совместил этот «спокойный, очерчённый стиль» со своим видением персонажа: просторная рубашка «ботаника» от J.Crew.